# Sgùrr an Lochain
Der Sgùrr an Lochain ist ein 1.004 m (3.294 ft) hoher, als Munro eingestufter Berg in Schottland. Sein gälischer Name kann in etwa mit Spitze des kleinen Sees übersetzt werden. Der Gipfel liegt in der Council Area Highland in den Northwest Highlands in der weitläufigen Berglandschaft zwischen Loch Cluanie und Loch Quoich, etwa 35 Kilometer nordwestlich von Fort William. In der Bergkette der South Glen Shiel Ridge südlich von Glen Shiel in Kintail ist er der dritthöchste von insgesamt sieben Munros. 
Die South Glen Shiel Ridge erstreckt sich über etwa 14 Kilometer südlich des Glen Shiel vom Tal des Allt Mhàlagain, einem Zufluss des River Shiel, bis südlich von Loch Cluanie. Nach Norden wird die Bergkette vom Glen Shiel begrenzt, nach Süden von Glen Quoich, einem durch den Wester Glen Quoich Burn und den Easter Glen Quoich Burn durchflossenen Tal, sowie dem nur durch eine niedrige Wasserscheide getrennten Tal des River Loyne bis zum Beginn von Loch Loyne. Während die Südseite der Bergkette durchgängig steile und abweisende Grashänge aufweist, die nur durch einzelne Wasserläufe unterbrochen werden, ist die Nordseite deutlich mehr von felsigen Strukturen geprägt. Auf dieser Seite weist die Bergkette eine Anzahl nach Norden führender Grate auf, zwischen denen sich große und steile Corries vom Hauptgrat bis fast auf den Talboden erstrecken. Der Sgùrr an Lochain liegt in der Westhälfte der Bergkette und gilt mit seiner markanten Spitze als auffälligster und schönster Gipfel der South Glen Shiel Ridge. Vom durch einen Cairn markierten Gipfel führt – abgesehen vom Hauptgrat der South Glen Shiel Ridge in Ost-West-Richtung – lediglich ein kurzer, wenig auffälliger Grat nach Norden, der zudem rasch in Richtung Glen Shiel abfällt. Westlich des Sgùrr an Lochain führt der Hauptgrat über den 896 m (2.940 ft) hohen Vorgipfel Sgùrr Beag und dazwischen liegende Sättel zum 918 m (3.012 ft) hohen Creag nan Damh, dem westlichsten Munro der South Glen Shiel Ridge. Zwischen dem Nordgrat des Sgùrr an Lochain und dem Nordgrat des Sgùrr Beag öffnet sich das Coire Rèidh. Östlich liegt auf dem Grat als nächster Gipfel der 1.010 m (3.314 ft) hohe Sgùrr an Doire Leathain. Zwischen den Nordgraten beider Gipfel liegt das Coire an Lochain mit einem kleinen Bergsee, der für die Namensgebung des Bergs wie auch des Kars ursächlich ist.

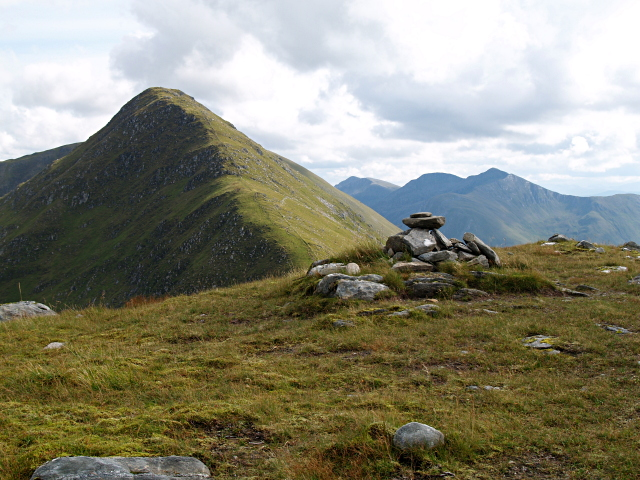
Blick von Osten vom Gipfelcairn des Sgùrr Beag auf den Sgùrr an Lochain
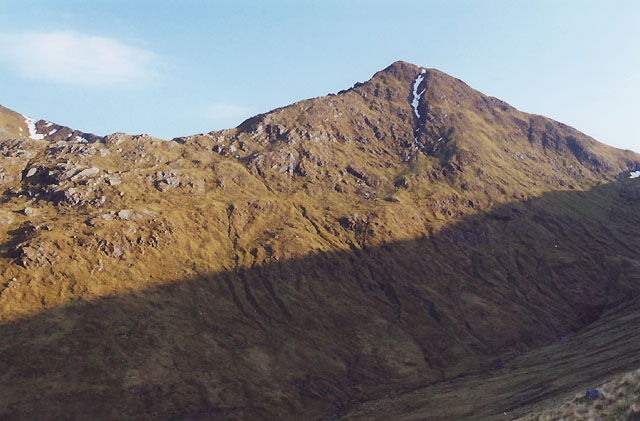
Blick über das Coire Reidh zum Gipfel des Sgùrr an Lochain
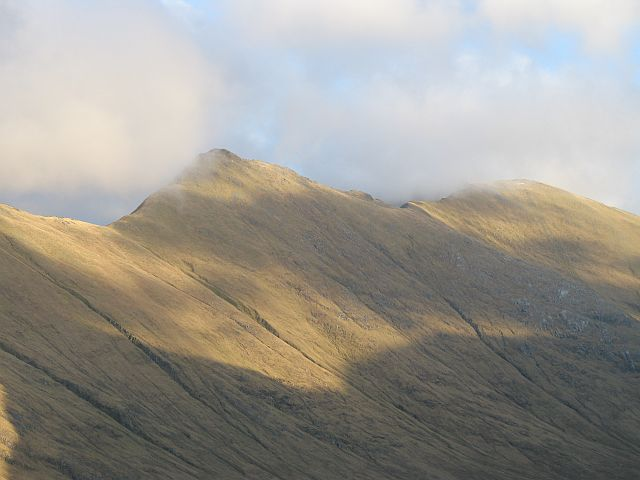
Die Südseite des Sgùrr an Lochain, vom westlichen Ende von Glen Quoich gesehen
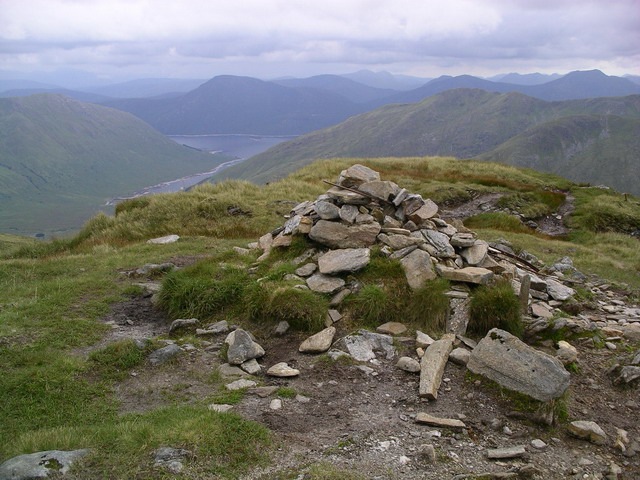
Der Gipfelcairn des Sgùrr an Lochain, im Hintergrund Loch Quoich

Eine Besteigung des Sgùrr an Lochain ist sowohl isoliert als auch im Zuge einer Überschreitung der South Glen Shiel Ridge möglich, letzteres ist die von Munro-Baggern bevorzugte Variante. Die Überschreitung kann sowohl von Westen, beginnend mit dem Creag nan Damh, als auch von Osten, beginnend mit dem 946 m (3.104 ft) hohen Creag a’ Mhaim, unternommen werden. Ausgangspunkt im Osten ist der Cluanie Inn an der A87 am Ostende von Loch Cluanie, im Westen die Malagan Bridge an der A87. Ein direkter Aufstieg aus dem Glen Shiel ist über die beiden Kare auf der Nordseite möglich, wird aber kaum genutzt. Aus dem Glen Quoich auf der Südseite führt ein Jagdpfad westlich des Vorgipfels Sgùrr Beag auf die South Glen Shiel Ridge. 